# (38628) Huya
(38628) Huya (con designación provisional: 2000 EB173; y cuyo nombre inglés es (38628) Huya) es un objeto transneptuniano, más concretamente, un plutino. Fue descubierto por Ignacio Ferrin el 10 de marzo de 2000 con un telescopio de un metro en el Observatorio Astronómico Nacional de Llano del Hato de Venezuela, y recibió su nombre de una diosa de la lluvia de la mitología wayúu, etnia venezolana, en agosto de 2003 llamado Juyá.
Cuando fue descubierto, fue considerado el mayor y más brillante objeto transneptuniano conocido hasta la fecha, con un diámetro estimado -entonces- de 597 km, la cuarta parte del tamaño de Plutón. Estimaciones más recientes -de septiembre de 2006- cifran en 480 km su diámetro real.
Un satélite reportado en la Circular de la UAI N°9253 el 12 de julio de 2012 fue descubierto por K. S. Noll, W. M. Grundy, H. Schlichting, R. Murray-Clay y S. D. Benecchi en imágenes obtenidas por el telescopio espacial Hubble el 6 de mayo de 2012. Se estima que tiene un diámetro de 202 km y una separación de 1800 km de Huya.
Huya parece tener un color rojo oscuro.